# Богуславка (Синельниківський район)
Богусла́вка — село в Україні, у Синельниківському районі Дніпропетровської області. Входить до складу Раївської сільської громади. Населення за переписом 2001 року становить 37 осіб. Орган місцевого самоврядування - Раївська сільська рада.

## Історія
12 червня 2020 року, відповідно до розпорядження Кабінету Міністрів України № 709-р від «Про визначення адміністративних центрів та затвердження територій територіальних громад Дніпропетровської області», увійшло до складу Раївської сільської громади.
19 липня 2020 року, в результаті адміністративно-територіальної реформи та ліквідації   Синельниківського (1923—2020) району, село увійшло до складу новоутвореного Синельниківського району.

## Географія
Село Богуславка розташоване на відстані 1 км від села Раївка і за 1,5 км від села Морозівське. По селу протікає пересихаючий струмок з загатою. Поруч проходить автомобільна дорога Т 0425.

## Інтернет-посилання
- Погода в селі Богуславка [Архівовано 20 грудня 2011 у Wayback Machine.]